# Скаутська хустка
Хустина — це не звичайний символ, а частина скаутингу, без якої всесвітній скаутський рух був б неможливим.

## Історія
Походження скаутської хустини пов'язане з участю Роберта Баден-Пауелла у другій війні в Матабеле 1896 року. Там він працював з Фредеріком Расселом, розвідником американського походження, найманим у Британській армії. Баден-Пауелл скопіював практичний стиль одягу Бернхема, включаючи «хустку сірого кольору, вільно зав'язану на шиї, щоб запобігти сонячним опікам». Коли в 1908 році Баден-Пауелл запустив скаутський рух з книгою «Скаутинг для хлопчиків», він виписав хустку або шарф як частину скаутської форми. Він продовжував; «Кожне Військо має свій колір шарфа, оскільки честь Вашої Війни пов'язана з шарфом, Ви повинні бути дуже обережними, щоб тримати його в порядку і чистоті».
Кожна скаутська група має хустку різного дизайну та кольорів. Це залежить від віку, ступеня, куреня.

## Пласт
В пласті є п'ять видів хусток:
- біла (пташата, віком від 2 до 6 років)
- жовта (новацтво, віком від 6 до 11 років)
- малинова (юнацтво, віком від 11 до 18 років)
- зелена (старші пластуни, віком від 18 до 35 років)
- коричнева (віком від 35 років посмертно)[1]

Також є курінні хустини, їх отримують всі, хто вступають в курінь. В Україні налічується близько 121 пластового куреня. В кожного куреня інша хустина з різними дизайнами та кольорами.

## Святкування
1 серпня усі скаути світу відзначають Всесвітній день скаутської хустини. Ідея «Дня скаутської хустини» полягає в тому, що всі активні та колишні скаути повинні публічно одягнути свої скаутські хустини, щоб зробити видимим «дух розвідки»: завжди готовий!